# Масленица
Ма́сленица — восточнославянский языческий традиционный праздник, отмечаемый в течение недели перед Великим постом, сохранивший в своей обрядовой основе ряд элементов дохристианской славянской мифологии и славянского язычества.
В народном календаре восточных славян праздник маркирует границу зимы и весны, а также Мясоеда и Великого поста. Аналог карнавала в европейских странах. Масленица сродни «жирному вторнику» и Мясопусту у католиков. В календаре Русской православной церкви этот период называется Сырной седмицей. Названия Мясопуст, Неделя мясопустная и Сырная неделя на Руси употреблялись только в святцах как «церковные».
Дата Масленицы меняется каждый год в зависимости от даты празднования Пасхи. Традиционные атрибуты народного празднования Масленицы — чучело Масленицы, забавы, катание на санях, гулянья; у русских — блины и лепёшки, а у белорусов и украинцев — вареники, сырники и колодка.

## Названия праздника
В древнерусских письменных памятниках термины с корнем масл- для обозначения Сырной недели широко распространяются с XV века: Масленая недѣля, Масленое за́говѣнье, Маслопустъ «воскресенье, с которого запрещается употреблять молочную пищу», Масленица, Масляница «неделя перед этим воскресеньем».
В восточнославянских диалектах зафиксированы следующие варианты названия: рус. Масляна, Масляница, Масляная, Масленая неделя, Сырная неделя, Мясопуст, Сыроястная неделя, Всемирный праздник, Прожорная неделя, Обжорная масленица, Маслено заговенье, Блинщина, Блинная неделя, Поползуха (в связи с подвижными датами), Объедуха, Честная масленица, Широкая масленица, Весёлая масленица, Кривая неделя, Боярыня-масленица, Госпожа Масленица, Молочная неделя, Молочница; полес. Весна, Запускный тыждень, Запустный тыждень, Масленая колядуха, Масленая (неделя), Масленая полизуха, Масленица, Масленый тыждень, Маслоед, Масная, Масница, Масный тыждень, Отпущальная, Прощальный тыждень, Пустый тыждень, Сыропная неделя; бел. Масленіца, Масленка, Масніца; укр. Ма́сниця, Пу́щення, Сиропу́ст, Пироги, Колодка, Колодій, Заговини, Сирний тиждень.
В языках православных народов России названия последней недели перед Великим постом являются заимствованием из русского (эрз. Масинця, Мастя, мокш. Масла, Масланьце, коми Масьленича, удм. Масленча), либо калькой: чув. Ҫăварни, кряшенск. тат. Май чабу атнасы, мар. Ӱярня — «масляная неделя», коми Йöввыв «молочная», удм. Вöйдыр «время масла», хак. Сарығ хаях улукун «праздник топлёного масла», осет. Урсы къуыри «неделя молочной пищи» (букв. «белая неделя»). Другая модель названия связана с традицией катания на лошадях — эрз. Кирякшчи «День катаний», коми Гажа валяй «весёлое катание», кряшенск. тат. Кәтәйсә итү «кататься», хак. Чылғаях, алт. Дьылгайак «каток». В некоторых этнических традициях март называется «месяцем Масленицы» (чув. Ҫăварни уйăхĕ, мар. Ӱярня тылзе).

## Происхождение и цели обрядов

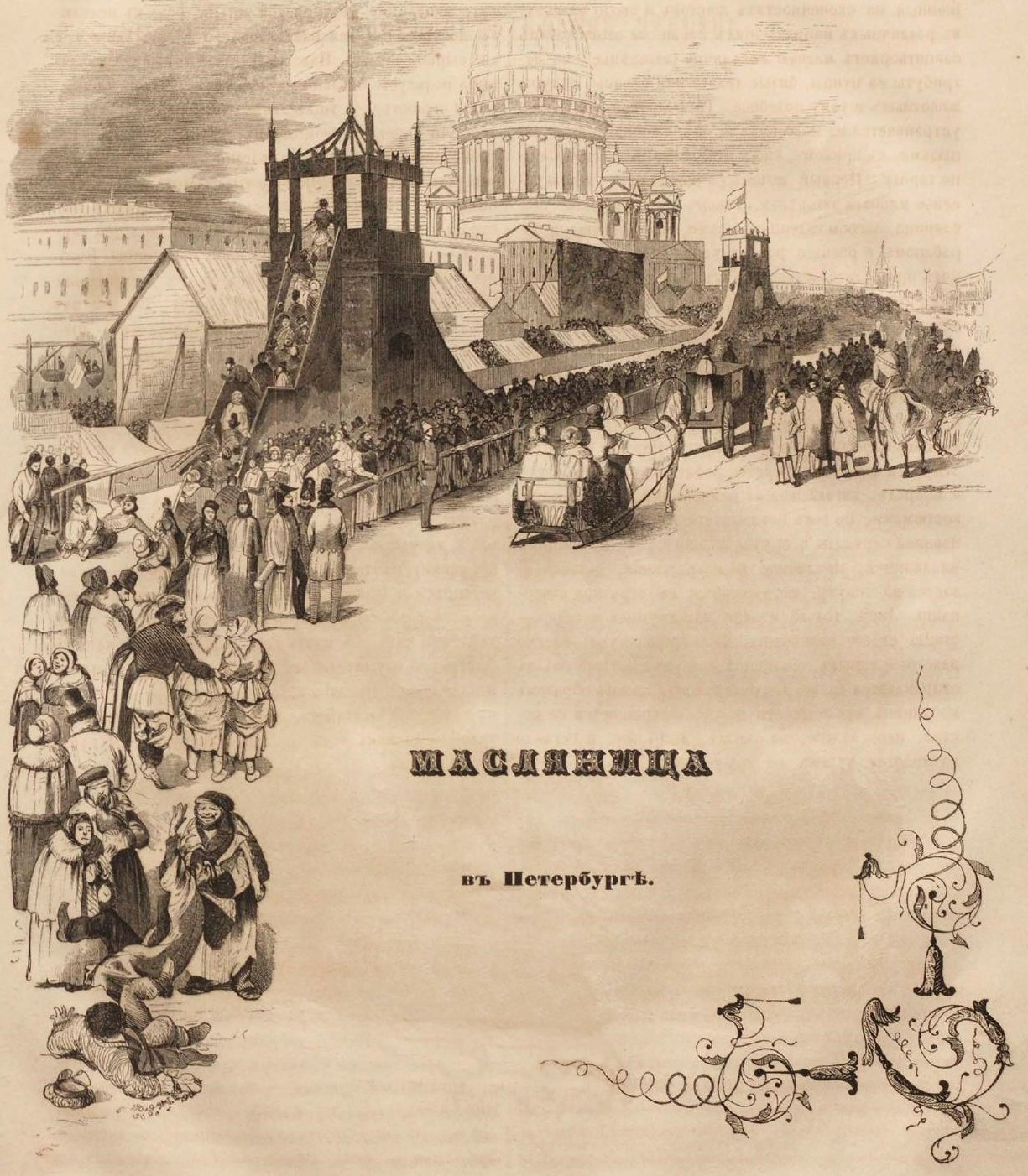
Санкт-Петербург. Масленица с горками в 1860-х гг.

Первое упоминание о масленице относится к XVI веку, хотя мясопуст упоминается в Лаврентьевской летописи при описании мора в Киеве в 1092 году: «продали мы гробов от Филиппова дня до мясопуста 7 тысяч».
По мнению Вс. Ф. Миллера и Б. А. Рыбакова, в дохристианскую пору празднование Масленицы было приурочено к весеннему равноденствию, которое у ряда народов, использующих солнечный календарь, является началом нового года. Согласно этой гипотезе, празднование нового года и проводы зимы оказались вытеснены с 22—24 марта на более ранние даты в результате введения христианского Великого поста, во время которого веселье считалось недопустимым.
Среди дореволюционных исследователей было распространено мнение, что Масленица восходит к языческому празднику в честь «скотьего бога» Волоса. И. М. Снегирёв писал: «может статься, самая масленица, приходящаяся около Власьева дня, не была ли праздником Волосовым. Масло, приносимое ему в жертву, называлось волосиным или воложным». Н. Дубровский отмечал, что многие масленичные обряды являются чисто зимними и не могут отмечаться весной и считал, что масленичные обряды перешли с Власьева дня, когда у Власия «и борода в масле». Н. П. Волков[кто?][прояснить] прямо утверждает, что масленица, по мнению учёных, была посвящена Волосу, скотскому богу. У белорусов зафиксирована поговорка «На Власа бери ковшом масло» (бел. На Аўласа бяры каўшом масла). В Полесье до сих пор Широкий четверг Масленичной недели называют «Власье» или «Волосий».
Существует версия, что на встречу Масленицы наложился обряд встречи первого весеннего месяца марта, из-за чего в народных песнях Масленицу называют Авдотьей (см. Авдотья Весновка 1 марта). Вероятно на Руси первоначально масленичные действия соотносились с началом нового года, приходившегося на март (до 1492 года). Новогодние обряды, связанные с очищением, магией первого дня и культом предков, по мнению Д. К. Зеленина, могли быть передвинуты также на Чистый четверг последней недели поста. Саму Масленицу Зеленин считал поминальным праздником, в ходе которого крестьянское сообщество вовлекало своих умерших членов отметить рубежное время накануне поста, поэтому масленичные костры — это «приглашение умерших предков к обильному ужину накануне поста» (ср. с обычаем греть покойников). Большинство обычаев Масленицы, не связанных с культом предков, обнаруживают свои истоки в западном карнавале.

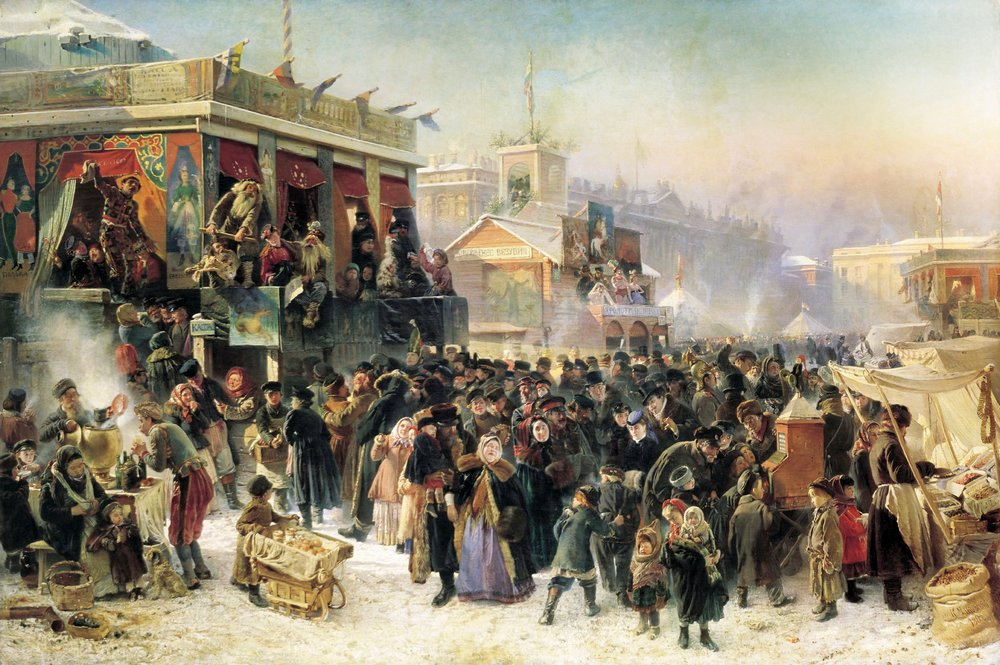
«Народное гулянье во время Масленицы на Адмиралтейской площади в Петербурге». К. Е. Маковский, 1869.

В советской этнографии общепринятой была точка зрения, согласно которой Масленица — это связующее звено и граница между зимой и весной, когда «изгоняли, хоронили зиму — богиню мрака и смерти — и встречали весну, которая несла свет, тепло, пробуждение природы». Праздник считали наследием «древнего солярного культа», к реликтам которого относили костры и горящее на шесте колесо.
Советский фольклорист В. Я. Пропп, развивая идеи В. Маннхардта и Дж. Фрэзера, считал главной целью масленичных обрядов стимуляцию плодородия, особо актуальную в связи с грядущим началом полевых работ. Олицетворением праздника выступает чучело Масленицы, что является отголоском архаичного умирающего и воскресающего божества. Чучело Масленицы представлялось, по мнению В. Я. Проппа, средоточием плодородия и плодовитости, и ритуалы его проводов должны были сообщить это плодородие земле: пепел от чучела, или само растерзанное чучело, раскидывали по полям. Для крестьянина, согласно этой концепции, плодородие земли было самым важным, поэтому он пытался на него воздействовать: «что бы ни делали носители традиционной культуры, они маниакально думают об одном — об увеличении урожая или приплода». Особенно важно это было весной, когда земля скоро пробудится от зимнего сна и начнёт плодоносить. Функцию стимуляции плодородия несёт и сожжение чучела Масленицы — уничтожение старого и иссякшего плодородия, смерть для будущего рождения, толчок для нового возрождения плодоносных сил. Многие обряды Масленицы, такие как «целовник», смотры молодожёнов («столбы»), их гостевания, катания с гор и на упряжках, шуточные преследования холостых, — связаны с молодожёнами и неженатой молодёжью. Этим общество показывало исключительную важность брака для воспроизводства населения, а потому чествовало молодых людей репродуктивного возраста. Плодовитость людей в народном сознании была неразрывно связана с плодородием земли и плодовитостью скота.
Со стимуляцией плодородия В. Я. Пропп связывает поминальную сторону Масленицы. Ушедшие предки, по представлениям крестьян, находились одновременно и в ином мире, и в земле, а значит, могли влиять на её плодородие. Поэтому крайне важным было не гневить предков и почтить их своим вниманием. Для этого в Масленице существует широкий пласт поминальной обрядности: элементы тризны (кулачные бои, скачки и т. д.), иногда — посещение кладбищ, всегда — обильные трапезы, обязательно включавшие блины, ставшие в современном массовом сознании главным атрибутом Масленицы. Вопреки широко распространённому мнению, блины не являются и никогда не являлись символом солнца у славянских народов. В. Я. Пропп отмечает, что блины были обрядовой едой на поминках, и именно в этом качестве, по его мнению, использовались на Масленицу и в рождественский Сочельник. Причиной поминального использования блинов он считает особую архаичность этого блюда.
Исследователи указывают на родство западно-европейского карнавала и русской масленицы. Иностранец, побывавший в Москве при Иване Грозном, писал: «Масленица напоминает мне итальянский карнавал, который в то же время и таким же образом отправляется… Карнавал тем только отличается от масленицы, что в Италии день и ночь в это время ходит дозором конная и пешая городская стража и не позволяет излишнего буйства; а в Москве самые стражи yпиваются вином и вместе с народом своевольствуют».
По мнению современного фольклориста А. Б. Мороза, нет оснований утверждать, что Масленица — это праздник языческого происхождения. Масленичная обрядность переосмысляет то, что предлагает церковь. В частности, пост понимается традиционной культурой как пищевые ограничения, соответственно, перед началом поста необходимо съесть как можно больше. Главная черта, в которой обычно усматривается «языческая» суть Масленицы — это изготовление и сожжение чучела. Но в действительности это чучело никогда не считалось подобием идола, а сам обряд по всей видимости имеет игровые корни. Западные исследователи разделяют аналогичное мнение об истоках карнавала.

## В Великом княжестве Московском
Первые описания русских традиций Масленицы были оставлены западными путешественниками, посещавшими Великое княжество Московское с XVI века. Сигизмунд Герберштейн (1526 год) сообщает, что первая неделя Великого поста у «московитов» «называется Syrna, то есть „сырная“ (лат. caseacea), они едят молочное». Также он упоминает Масленицу (нем. Faschang) в числе праздников, когда простонародью разрешены хмельные напитки.
Ричард Ченслер (1553 год) пишет, что последнюю неделю перед Великим постом русские «называют „масляной“ (англ. Butterweek), и в эту неделю они не едят ничего, кроме молока и масла. Однако я думаю, что ни в одной стране не бывает такого пьянства».
Жак Маржерет (1606 год) добавляет к этим известиям описание Прощёного воскресенья:

Посещают друг друга, целуются, прощаются, мирятся если оскорбили каким-нибудь словом или поступком; встречаясь, — хотя бы никогда прежде не видались, — даже на улице приветствуют друг друга поцелуем. Прости меня, пожалуйста, говорит один; Бог тебя простит отвечает другой.— s:Состояние Российской державы и Великого княжества Московского (Маржерет)
Адам Олеарий (1647 год) упоминает о масленичном разгуле:
Первую неделю этого поста они зовут масленицей, во время которой они не едят ни мяса ни рыбы, но лишь масло, молоко и яйца, притом так напиваясь ежедневно водки, мёду и пива и так угощаясь, что они не помнят сами себя; последствиями этого являются великий разврат и легкомыслие, а раньше зачастую совершались нападения и убийства. В течение следующей недели они начинают жить умеренно, едят лишь мёд и овощи, пьют квас и воду, ходят в бани, потеют и смывают совершённые в течение предыдущей недели грехи.
И. Снигирёв, М. Забылин и последующие компиляторы цитируют описание «иностранного писателя», относящееся к 1698 году:

Масленица потому так названа, что русским в течение этой недели позволяется вкушать коровье масло, ибо они во время поста вместо коровьего употребляют конопляное в кушанье. Масленица начинается за восемь дней до Великого поста. <…> Во всю Масленицу день и ночь продолжается обжорство, пьянство, разврат, игра и убийство… В то время пекут пирожки, калачи и тому подобное в масле и на яйцах; зазывают к себе гостей и упиваются мёдом, вином и водкою до упаду и бесчувственности. Во всё время ничего более не слышно, как: того-то убили, того-то бросили в воду. В бытность мою у русских на этой неделе убитых нашлось более ста человек. Нынешний патриарх давно уже хотел уничтожить этот бесовской праздник, но не успел; однако же он сократил время его на восемь дней, тогда как прежде оный продолжался до 14 дней. Масленица напоминает мне итальянский карнавал, который в то же время и таким же образом отправляется. Славный папа Иннокентий XI хотел было его уничтожить; но, подобно патриарху русскому, успел только сократить его на восемь дней.— Anhang von der Reussischen oder Moscowitischen Religion. Leipzig, 1698.

## На Пёстрой неделе

### Малая масленица
В некоторых местах к встрече Масленицы готовились ещё с субботы предыдущей (Пёстрой) недели. В Калужской губернии, начиная печь заранее блины, хозяйка посылала ребятишек лет 8—10 «встречать Масленицу»: давала блин, с которым они скакали верхом на ухвате или кочерге по огороду и кричали: «Прощай, зима сопливая! Приходи, лето красное! Соху, борону — И пахать пойду!» С субботы начинали праздновать «малую Масленку» и кое-где во Владимирской губернии. Детвора бегала по деревне и собирала старые лапти, потом встречали возвращающихся с покупками из города или с базара и спрашивали: «Везёшь ли Масленицу?» Если отвечали: «Нет» — то били лаптями.
В Белоруссии и в некоторых местах России в субботу перед Масленицей отмечали Родительский день, первый в этом году. В этот день поминали умерших родителей. Для них специально пекли блины — и первый блин клали на божницу, слуховое окно или крышу, оставляли на могилах на кладбище, а также раздавали блины детворе, нищим и монашкам с просьбой помянуть такого-то.
Утром и вечером, садясь за стол, обязательно приглашали умерших в доме родственников разделить семейную трапезу, состоящую из говядины, варёной свинины, жареной баранины. «Со стола не сбирають»: остатки вечерней трапезы оставляют на столе до утра вместе с посудой и ложками, прикрыв всё это концами скатерти (д. Щепихино, Калужского района).

И теперь крестьяне убеждены, что на заговенье, особенно же масленичное, пред Великим постом, необходимо оставить для предков-покойников кушанье. А потому на заговенье после ужина со стола ничего не убирают, чашек и ложек не моют, даже горшки с оставшейся пищей ставят на стол. Всё недоеденное оставляется «родителям», которые под покровом ночной темноты выходят из-за печки и едят.

### Мясное воскресенье
Последнее воскресенье перед масленицей носило название «мясного воскресенья». В воскресенье говорили: «Нынче 12 раз шти (щи) хлебают, 12 раз мясо едят». В вологодских деревнях ходили в гости к родственникам, соседям, друзьям и приглашали в гости на масленицу. В это воскресенье тесть звал зятя «доедать барана». «Заговляюсь на сыр да на масло», — говорили в вечер перед масляной.

## Масленичная неделя

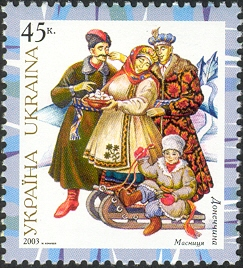
Празднование Масленицы на Донетчине, почтовая марка Украины (2003)

Вся неделя делится на два периода: Узкая Масленица и Широкая Масленица. Узкая Масленица — первые три дня: понедельник, вторник и среда, Широкая Масленица — это последние четыре дня: четверг, пятница, суббота и воскресенье. В первые три дня можно было заниматься хозяйственными работами, а с четверга все работы прекращались, и начиналась Широкая Масленица. В народе каждый день Масленицы имел своё название.

### Понедельник — встреча
Начало Узкой Масленицы. Утром свёкор со свекровью отправляли невестку на день к отцу и матери, вечером сами приходили к сватам в гости. Обговаривались время и место гуляний, определялся состав гостей. К этому дню достраивались снежные горы, качели, балаганы. Начинали печь блины. Первый блин отдавался малоимущим на помин усопших. В понедельник из соломы, старой одежды и других подручных материалов сооружалось чучело Масленицы, которое насаживали на кол и возили в санях по улицам. В селе Камызино Красненского района Белгородской области всю неделю водили по селу корову в лаптях.
В первый день Масленицы в некоторых сёлах Витебской области совершается белорусский обряд (обрядовая игра) «Похороны Деда». Для совершения обряда в одном из сельских домов устанавливается гроб с соломенным чучелом деда, которое обладает фаллосом. Замужние женщины оплакивают чучело, как живого человека. После этого гроб с «дедом» выносят на кладбище, где закапывают его в снегу, соломе, или поджигают. Обряд внесён в список элементов нематериального историко-культурного наследия Белоруссии.

### Вторник — заигрыши
В этот день происходили смотрины невест. Все масленичные обряды, по сути, сводились к сватовству, для того, чтобы после Великого поста, на Красную горку, сыграть свадьбу. С утра молодые люди приглашались кататься с гор, поесть блинов. Звали родных и знакомых. Для зазывания Масленицы произносили слова: «У нас горы снежные готовы и блины напечены — просим жаловать!».

### Среда — лакомка
Другое название: рус. Лакомка; полес. Скоромная середа. В этот день зять приходил к тёще на блины, которые она сама готовила. В этот день тёща демонстрировала расположение к мужу своей дочери. Кроме зятя, тёща приглашала и других гостей.

### Четверг — разгуляй

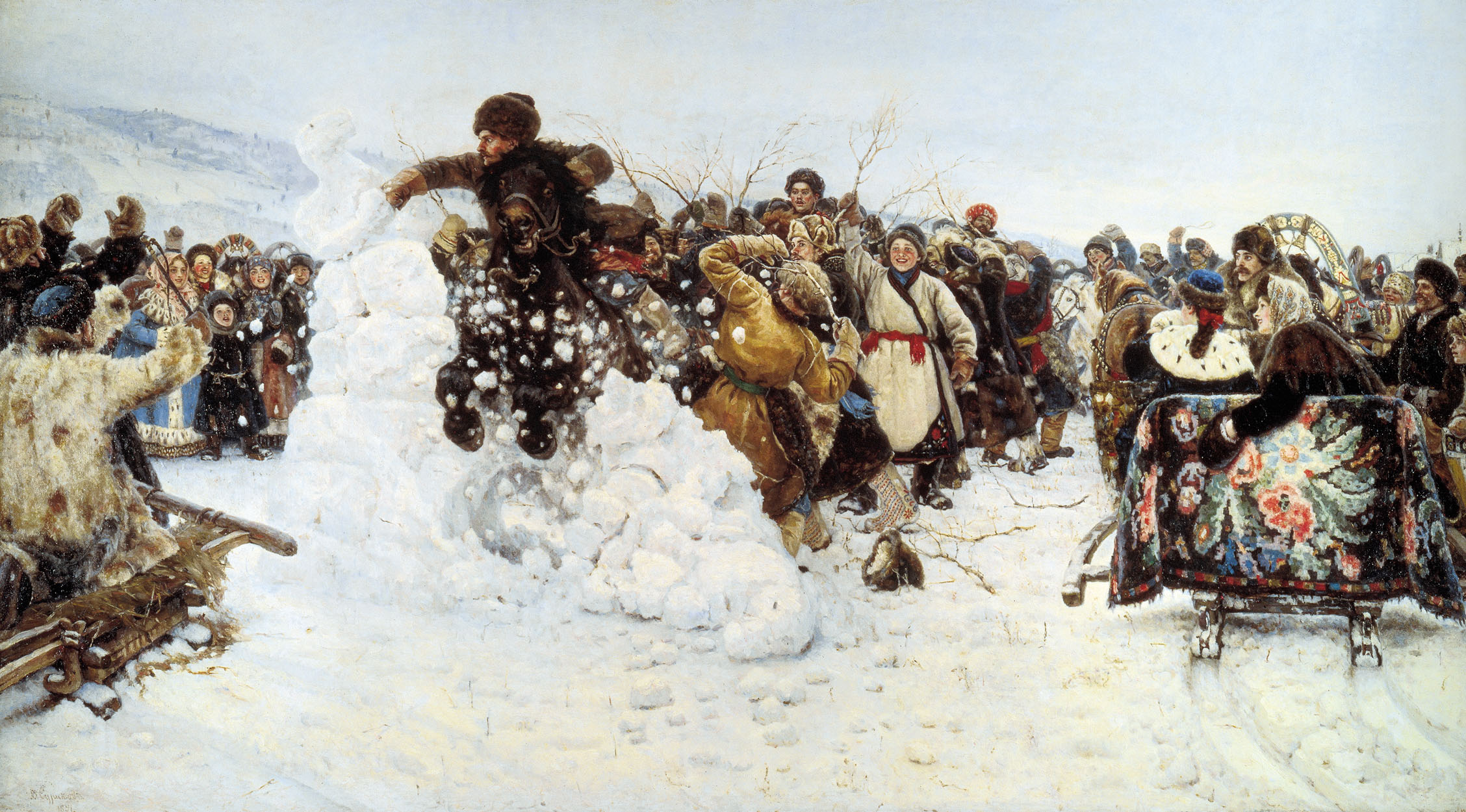
В. И. Суриков. Взятие снежного городка. 1891

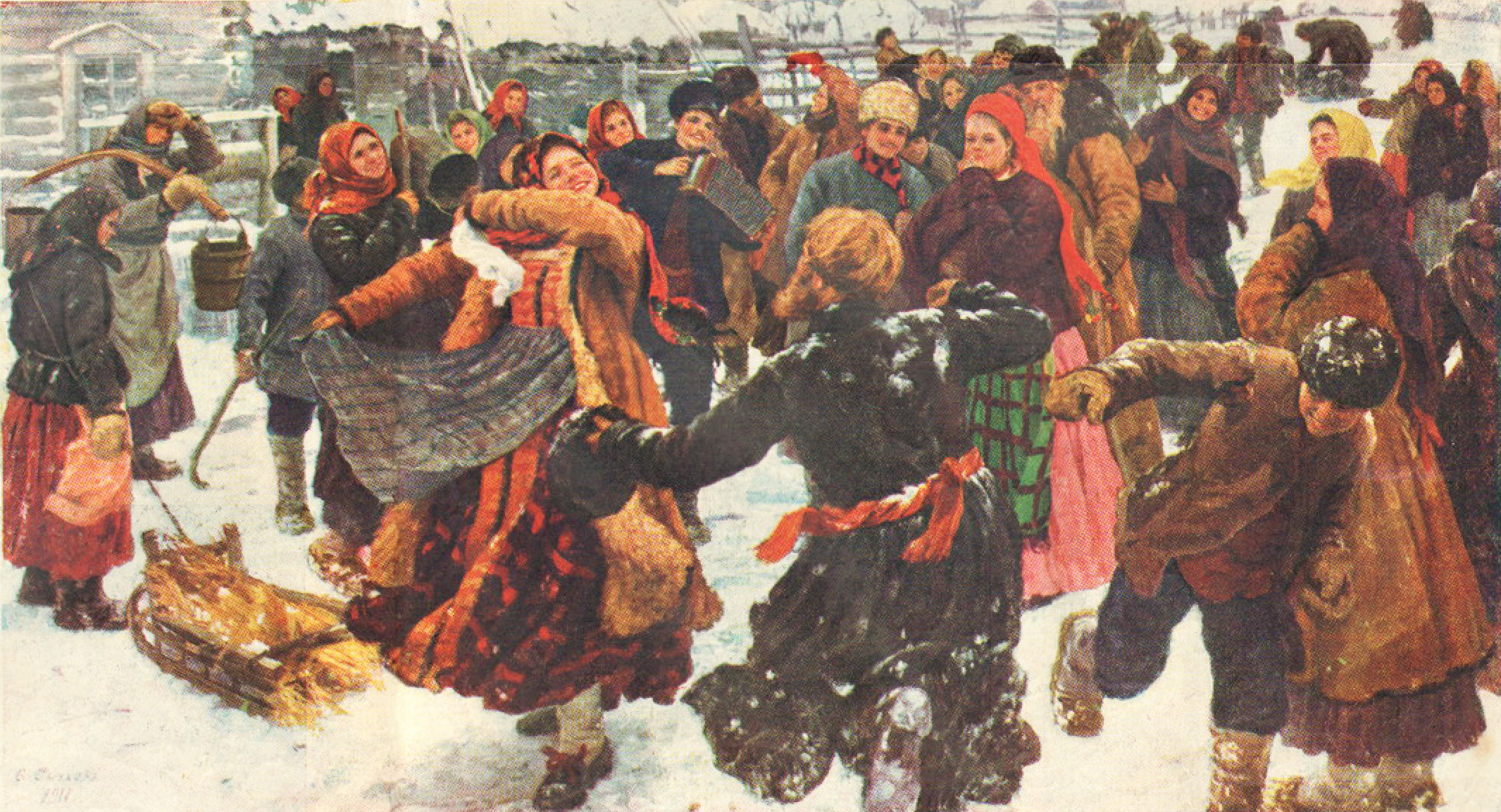
Ф. В. Сычков. Пляска. 1911

Другие названия: рус. Разгуляй, Перелом, Широкий четверг, Разгуляй-четверток; бел. Крывый четверг; полес. Влас, Власы, Власье, Волосий, Колодка, Коляда масленая, Колядуха масленая, Кривый четверг, Масленый четверг, Тлустый четверг.
С этого дня начиналась Широкая Масленица, хозяйственные работы прекращались, празднования разворачивались во всю ширь. Народ предавался всевозможным потехам, устраивались катания на лошадях, кулачные бои, различные соревнования, которые завершались шумными пирушками. Главное действие в четверг — штурм и дальнейший захват снежного городка.
Масленичные гулянья повсеместно сопровождались разведением костров и ритуальными прыжками через огонь. Отличительной чертой гуляний были масленичные песни. «На Масленую огонь палят. Палят костры, и тут, и там. Бабы в широких юбках перепрыгивают через костры, и мужики прыгають.[sic] Мы вот вали (валежник) насобираем и поём:

Яко середу на масленую, на жидовские заговенья

Воробейко яичко украл, на высокую полечку поклал.

А слепые-то подглядывали, а глухие то подслухивали,

А безногие побегли догонять, а безрукие побегли отбирать.

Маслена, маслена белая нога, а хто не оженится, чирия губа.

Маслена, маслена белый сыр, а кто не оженится — сукин сын».

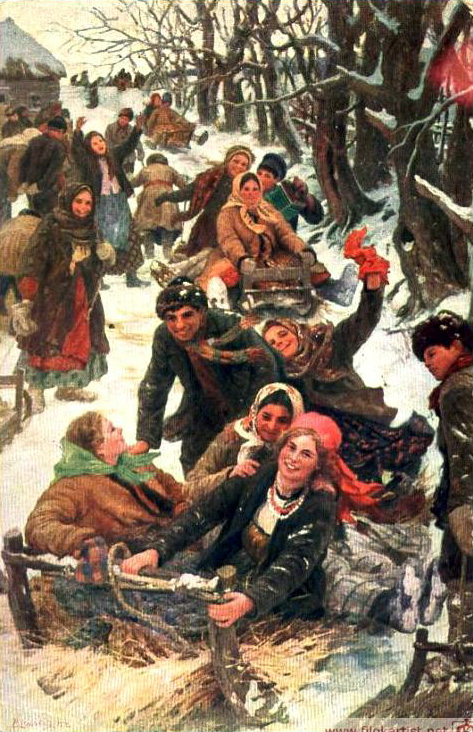
Ф. В. Сычков. Праздничная забава

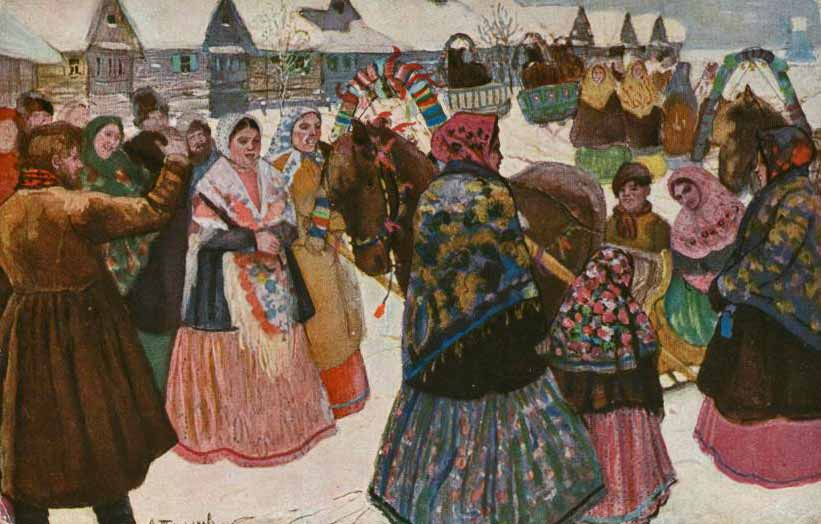
Смотрины молодых (А. Н. Третьяков. В деревне. 1867)

В селе Ураково Красненского района Белгородской области с четверга возили по деревне соломенного коня. «Делали большие санки, и на них коня. Для этого брали ржаную солому, длинную и твёрдую, связывали верёвками — это было туловище. Затем делали шею и голову коня. Соломенного коня делали мастера, так как не каждый мог это сделать. Коня обливали водой и оставляли на ночь. До утра он замерзал. Тогда ему рисовали углём глаза. На таком коне катались верхом». В селе Камызино того же района по селу на санях возили живую козу, наряженную в платок. Рядом с ней ставили стол с выпивкой. И так ездили по селу.
В сёлах Солдатское и Роговатое Старооскольского района с этого дня парни устраивали масленичные проказы: подпирали двери бревном, засыпали снегом ворота и окна, затаскивали на крышу сарая телегу, рядились в вывернутые шубы, пачкали себе лицо сажей и пугали прохожих.
В Ярославле с четверга поют коляду. В этот день народ ходит по домам с бубнами, балалайками и другими народными инструментами, поздравляют хозяев с праздником и «просят дозволения пропеть коляду», в чём им обычно не отказывают.
Колядская песня:

Уж как шли ребята колядовщики,

 Виноград, красно зелёная моя!

Колядовщики, все фабричники,

Мы искали двора господина своего,

Господинов двор на семи верстах,

На семи верстах, осьми столбах.

Посреди двора, посреди широка,

Стоят три терема,

Три терема златоверхие.

В первом терему красно солнушко,

Во втором терему часты звёздочки,

Сам хозяин в дому, господин в терему,

Хозяйка в дому, госпожа в высоком,

Млады девушки в дому, как орешки в меду,

 Виноград, красно зелёная моя!
По окончании песни хозяева дарят колядовщикам деньги и угощают их вином. При прощании колядовщики поют хозяину благодарность:

Благодарствуй хозяин, на хлебе, на соли и жалованье.

 Виноград, красно зелёная моя!

Накормил, напоил, со двора пустил,

 Виноград, красно зелёная моя!
Четверг украинцы и белорусы посвящали «Волосию» и праздновали во имя благополучия скота (ср. Власьев день).
Дни с четверга по воскресенье белорусы Смоленской губернии называли прощёнными, и в эти дни ходили просить друг у друга прощения за обиды и грехи, говоря: «Прасци чем я перед табою сагрешил».

### Пятница — тёщины вечерки
В этот день с ответным визитом тёща приходила в гости к зятю. Блины в этот день пекла дочь — жена зятя. Тёща приходила в гости со своими родственниками и подругами. Зять должен был продемонстрировать своё расположение к тёще и её близким.

### Суббота — золовкины посиделки
Молодые невестки к себе в гости приглашали золовок и других родственников мужа. Если золовка не была замужем, то невестка приглашала своих незамужних подруг, если сестры мужа уже были замужем, то невестка звала свою замужнюю родню. Новобрачная должна была подарить золовкам какие-нибудь подарки.
Русская церковь в субботу совершает празднование Собора всех преподобных отцов.

### Воскресенье — проводы

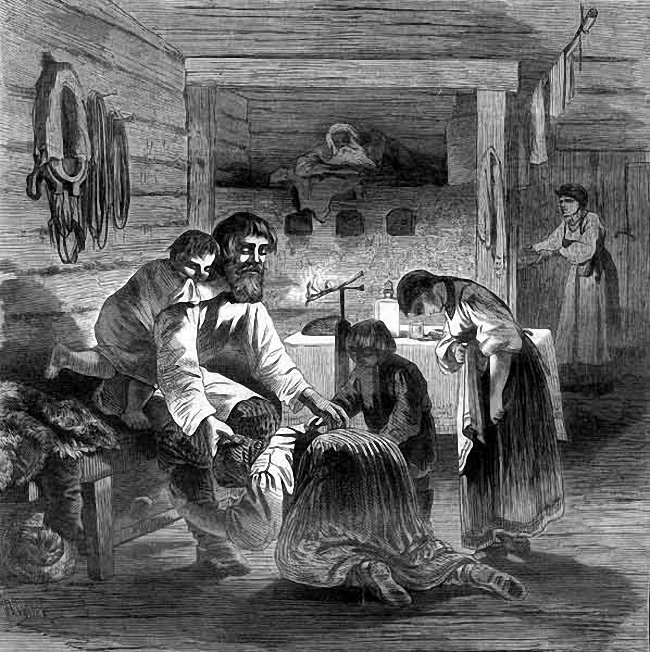
К. Крыжановский. Прощёный день в крестьянской семье XIX века

Также называется: Целовальник, Прощёный день, Заговенье, Прощёное воскресенье; Сыропустие, полес. Весна, Заговины масленые, Заговины постовые, Запуски великопостные, Запусты масленые, Масница, Пущенье постовое, Чирка, Чорна недиля (полтав.).
Кульминация всей масленичной недели. В воскресенье происходило заговенье перед началом Великого поста. Все близкие люди просили друг у друга прощения за все причинённые за год неприятности и обиды. Вечером в Прощёное воскресенье поминали усопших, ходили на кладбище прощаться с своими родственниками. В этот день ходили в баню. Остатки праздничной еды сжигали, посуду тщательно мыли. В конце праздника торжественно сжигали чучело Масленицы, полученный пепел рассыпали по полям.
В Костромской губернии в воскресенье организуется «обоз»: «верховая поездка из наряженных мужчин, с соломенными колпаками на головах». Вечером ряженые выезжают за город и сжигают там свои колпаки — «сжигают Масленицу». А в деревнях вечером, взяв по пучку соломы, складывают в одну кучу и зажигают — «сжигают соломенного мужика».
В храмах на вечернем богослужении совершается чин прощения (настоятель просит прощения у других клириков и прихожан). Затем и все верующие, кланяясь друг другу, просят прощения и в ответ на просьбу произносят «Бог простит». Начинают совершать великопостные службы. На следующей неделе иногда проводились «тужилки по Масленице».
По свидетельству С. В. Максимова: «…Чрезвычайно твёрдо держится обычай прощаться с покойниками… Обычай ходить на кладбище в последний день масленицы поддерживается главным образом бабами. В четвёртом часу пополудни они кучками в 10—12 человек идут с блинами к покойникам и стараются ничего не говорить по дороге. На кладбище каждая отыскивает родную могилку, становится на колени и бьёт по три поклона, причём со слезами на глазах шепчет: „Прости меня (имярек), забудь всё, что я тебе нагрубила и навредила“. Помолившись, бабы кладут на могилку блины (а иногда ставят и водку) и отправляются домой так же молча, как и пришли».

## Проводы Масленицы

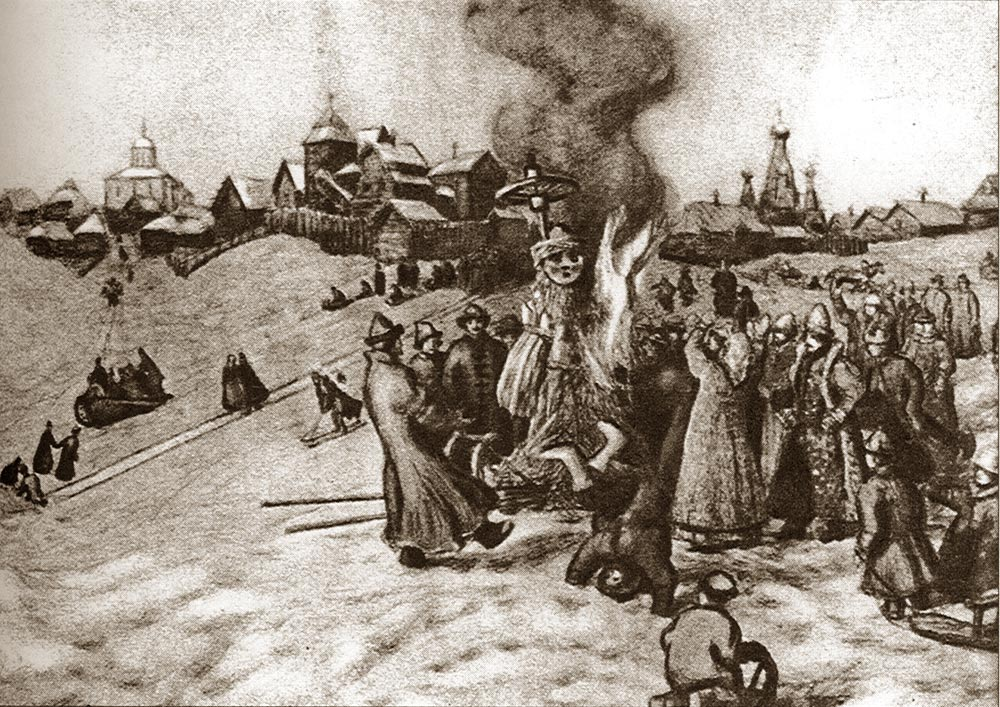
А. М. Васнецов. Сжигание чучела Масленицы в начале XX века

В последний день масленичной недели происходил ритуал проводов Масленицы, который в разных губерниях России заключался как в сожжении чучела Масленицы (зимы-Марены), так и в его символических похоронах. Сожжение чучела было традиционно для северных, центральных и поволжских губерний. Чучело Масленицы везли участники масленичного поезда (иногда в нём насчитывалось несколько сот лошадей). В костёр с горящим чучелом бросали традиционную поминальную пищу (блины, яйца, лепёшки).
В южнорусских, среднерусских, западных и ряде поволжских губерний был распространён ритуал похорон Масленицы. В различных губерниях ритуал отличался.
В некоторых обрядах действия участников носили эротическую окраску:

В Онежском уезде Архангельской губернии в последний день праздника по селу таскали поставленную на старые дровни шлюпку в которой лежал заголенный сзади вымазанный суриком мужик. На р. Тавде распорядители проводов — Масленица и Воевода, совершали после объезда деревни пародию на очистительный от напасти обряд. Они раздевались догола и в присутствии всех собравшихся зрителей имитировали своими движениями мытьё в бане. В других местностях «король» праздника иногда произносил положенные ему по чину торжественные речи на морозе в полностью обнажённом виде или, кривляясь, оголял при всех «срамные» части тела.
В других губерниях прощание с Масленицей выступало как пародия похоронной процессии. Её участники носили по деревне чучело в корыте, люльке или специальном ящике-гробе. В процессии участвовали «поп» (девушка в ситцевой ризе с бородой из пеньки или шерсти; роль мог исполнять и мужчина), «дьякон» с «дьячком», а также группа плакальщиц, замыкавшая шествие. В ряде случаев такое прощание с Масленицей приобретало черты масленичного поезда, где чучело помещали в сани, которые часто везли не лошади, а мужчины, после её сжигали по поверьям, что это принесёт хороший урожай.

## Тужилки по Масленице
Во многих местах в первую неделю поста разгульно отмечали «тужилки» (или поминки) по Масленице. В первый день великого поста в некоторых местах, несмотря на строгий пост, «полоскали рот» водкой. Говорили: «У кого скором в зубах навязнет, тот будет чертей во сне видеть». Затем они ходили в баню и покрикивали: «поддай пару маслянице». После бани опять «полоскали рот». Некоторые «полощут свой рот очищенной» почти в продолжении всей первой недели поста. Кое-где устраивались кулачные бои, которые должны были способствовать «очищению» от скоромного, их называли «выколачивать лепёшки» (вятск.) или «блины вытрясать» (тульск.). Женщины мыли и чистили кухонную посуду, очищая её от жира и остатков праздничной еды.
В Вятской губернии девушек из соседних сёл подруги приглашали на гуляние к себе через два дня после начала Великого Поста, они жили в гостях по два—три дня, ходили на гулянья и посиделки, на которых играли, пели и плясали.
В пятницу в церквях освящали коливо (кутью) в память святого великомученика Федора Тирона.
Во многих местах в субботу первой недели поста устраивались молодёжные гулянья с угощением блинами, но уже постными. В Курской губернии день назывался «Даровая суббота», «Феодорова».
На Нижегородчине существовал обряд «козья масленица», приуроченный к Чистому понедельнику или первому воскресенью Великого поста и отмеченный вождением по улицам убранного венком и лентами козла.

## Масленица в советскую эпоху
После Октябрьской революции начинается борьба с религиозными праздниками, которые пытаются заменить антирелигиозными:

В противовес старой масленице с её спутниками, разгулом и пьянством, Красная масленица будет проведена в деревне в культурных развлечениях и пропаганде нового быта.— Красная масленица // Известия. 14 декабря 1923 года.
Однако антирелигиозные шествия оказываются слабо востребованы массовой публикой, и «Красная масленица» исчезает из официального праздничного календаря уже к середине 1920-х годов.
В начале 1960-х годов, в рамках разработки «безрелигиозных» сезонных мероприятий создаётся праздник «Проводы русской зимы», призванный заменить собой Масленицу. При этом эксплуатировалась риторика «возвращения народу его праздников» через «очищение» их от религиозной мистики — как христианской, так и языческой.

Праздник открывает политическая часть: митинг, выступление руководителей городской, поселковой или колхозной администрации и т. п.; затем наступает черед зрелища (концерта, показательных выступлений) с участием скоморохов, Деда Мороза, Снегурочки, олицетворений зимних и весенних месяцев, Весны, Трёх богатырей, сказочных персонажей; и только потом программа праздника допускает переход к интерактивным мероприятиям — танцам, соревнованиям, катаниям и т. д. Происходит торговля во временных павильонах (как дефицитными товарами, так и готовой едой — в том числе блинами). Почти обязательным становится сжигание чучела.
Название Масленица начинает возвращаться в обиход с конца 1960-х годов. Масленица становится массовым городским праздником, который организуют работники культуры, пользующиеся готовыми утверждёнными методическими материалами. Праздник становится стандартизованным по всей стране, нередко идя вразрез с традициями местных жителей, которым отводится пассивная роль зрителей, а не участников.

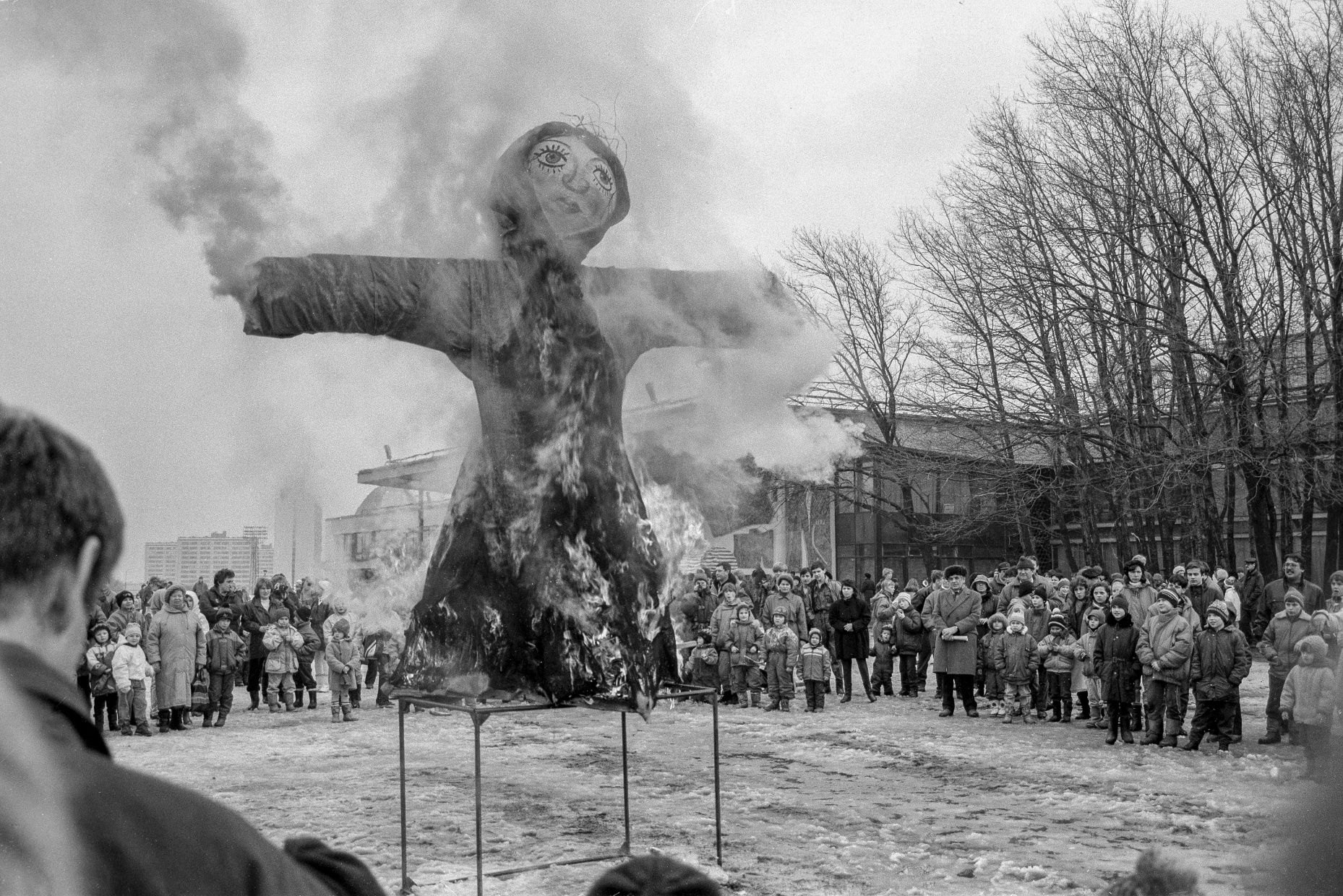
Масленица в Москве (Воробьёвы горы), 1995 г.
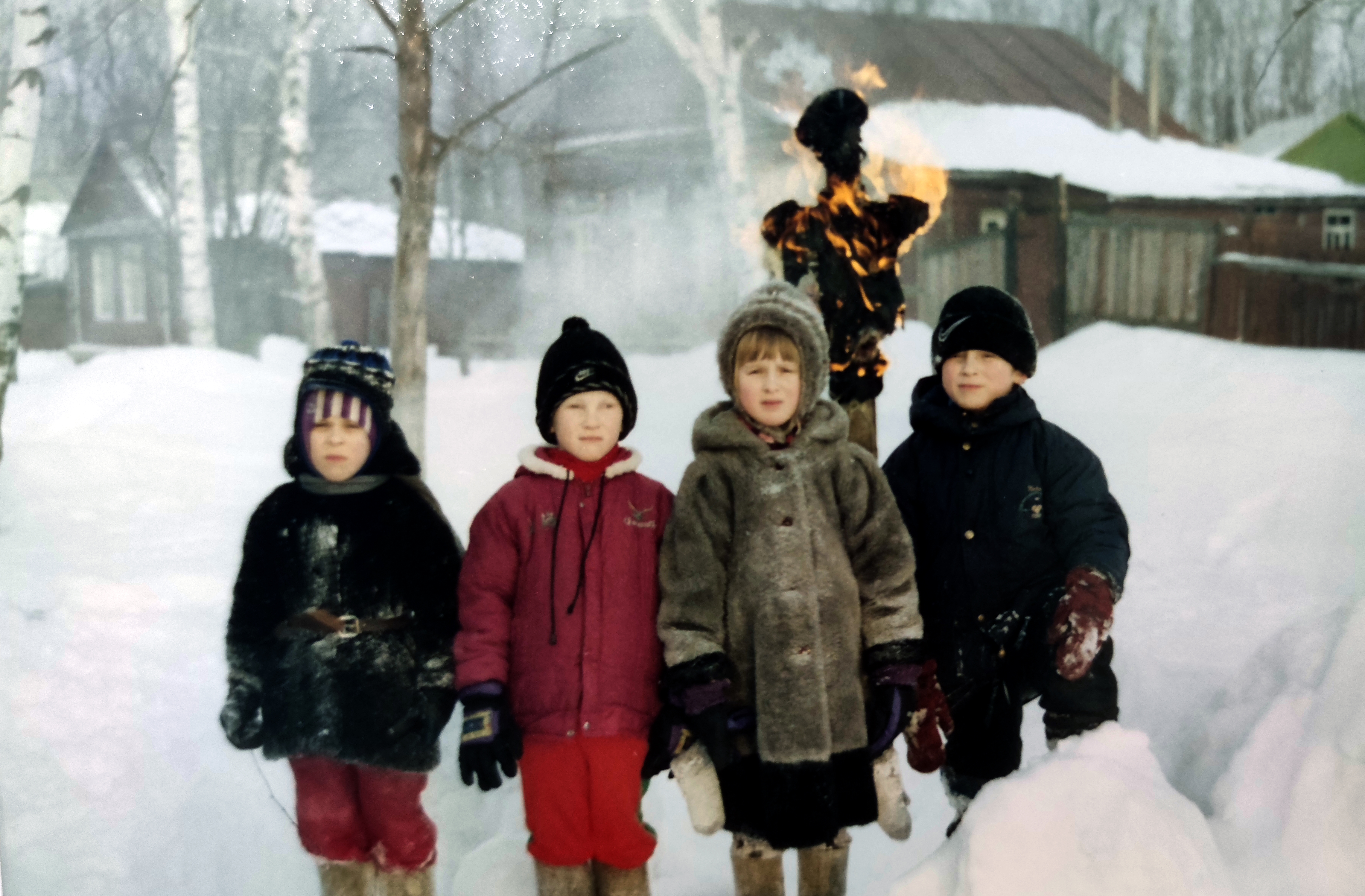
Дети сжигают чучело Масленицы, Нерехта (Владимирская область, Россия), 2001 г.
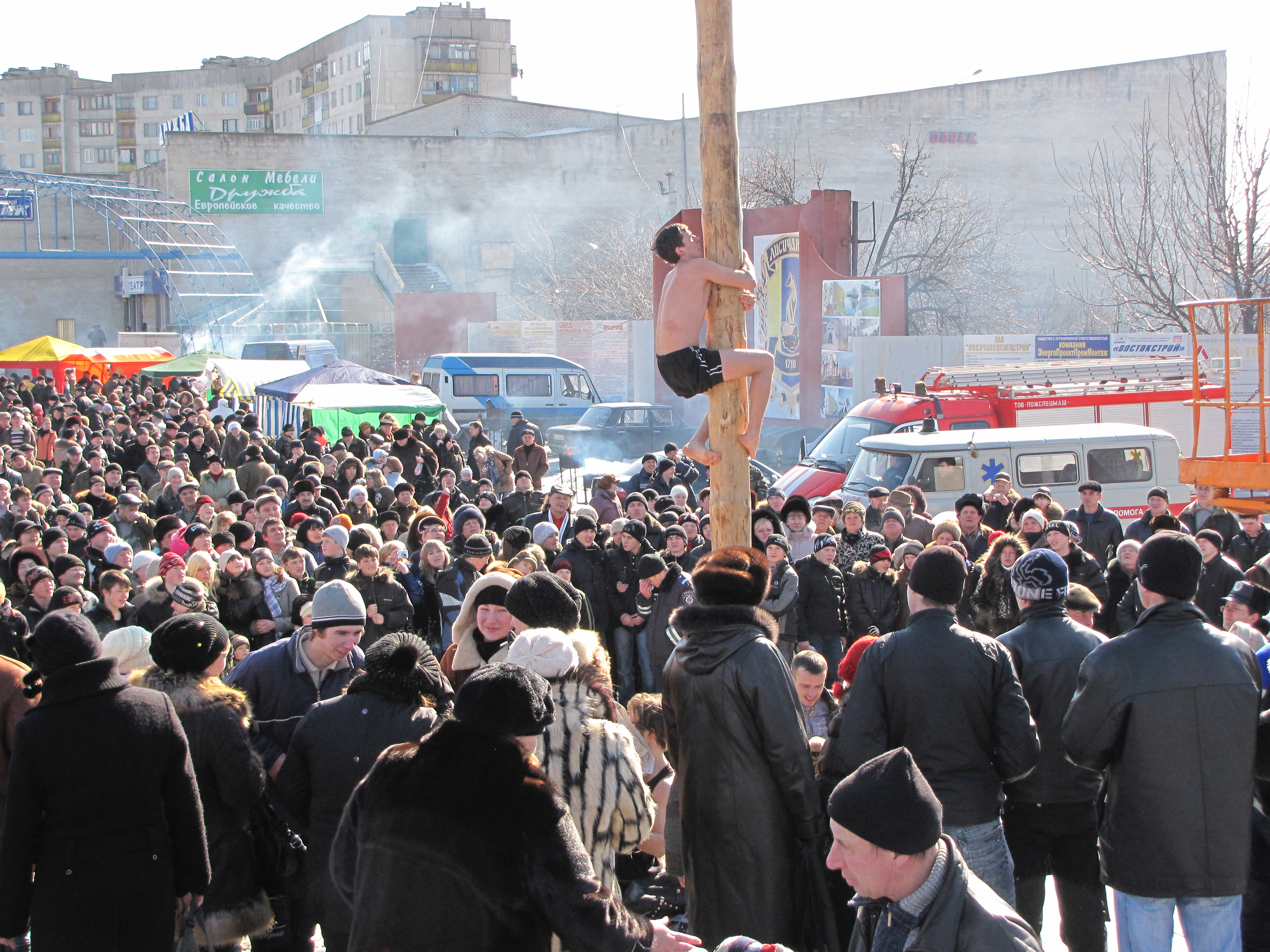
Масленица на Украине, 2010 год
- Масленица в Болгарии, 2011 год
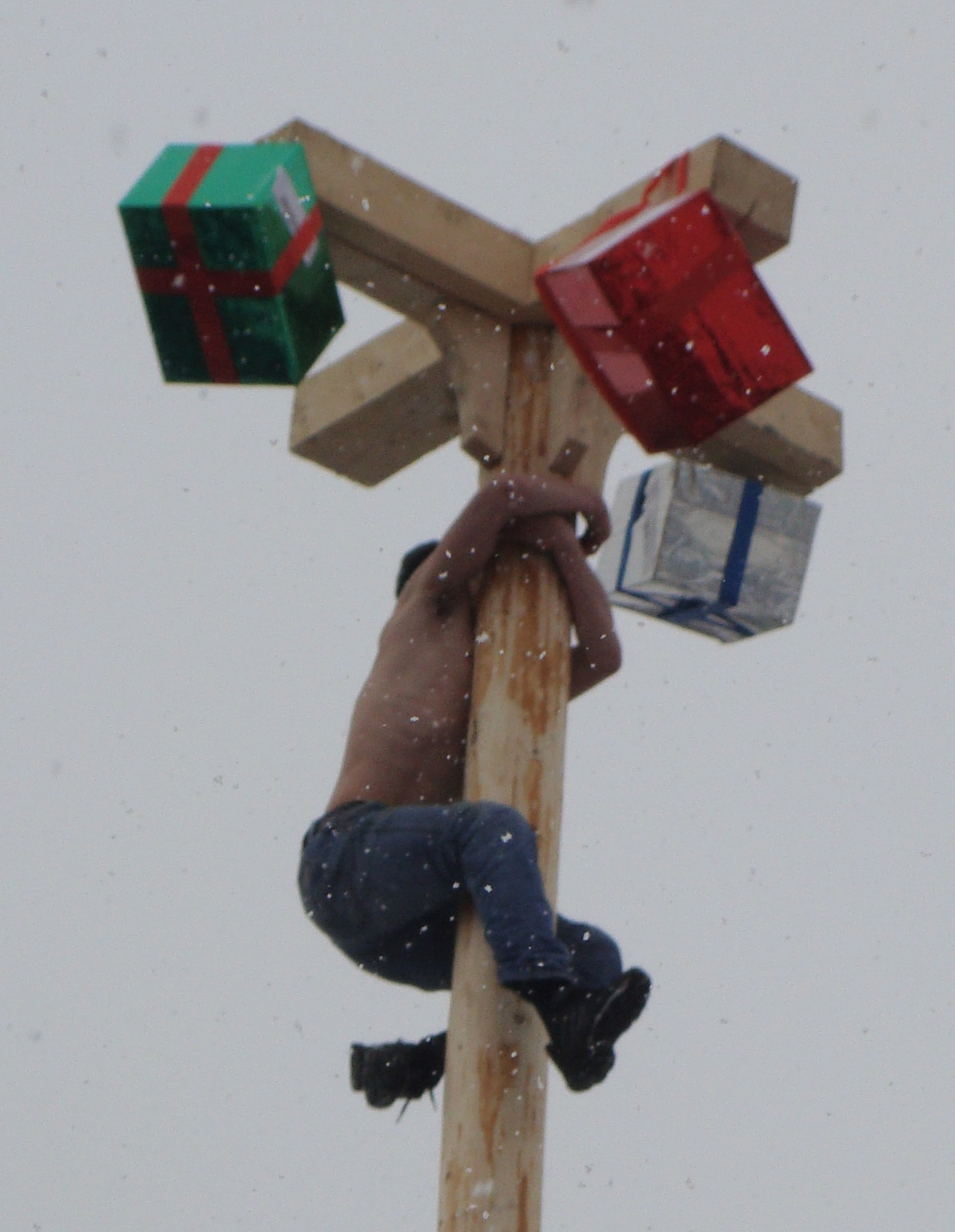
Масленица в Коряжме (Архангельская область) — мужчина пытается взобраться за призами на скользком столбе, 2011 г.
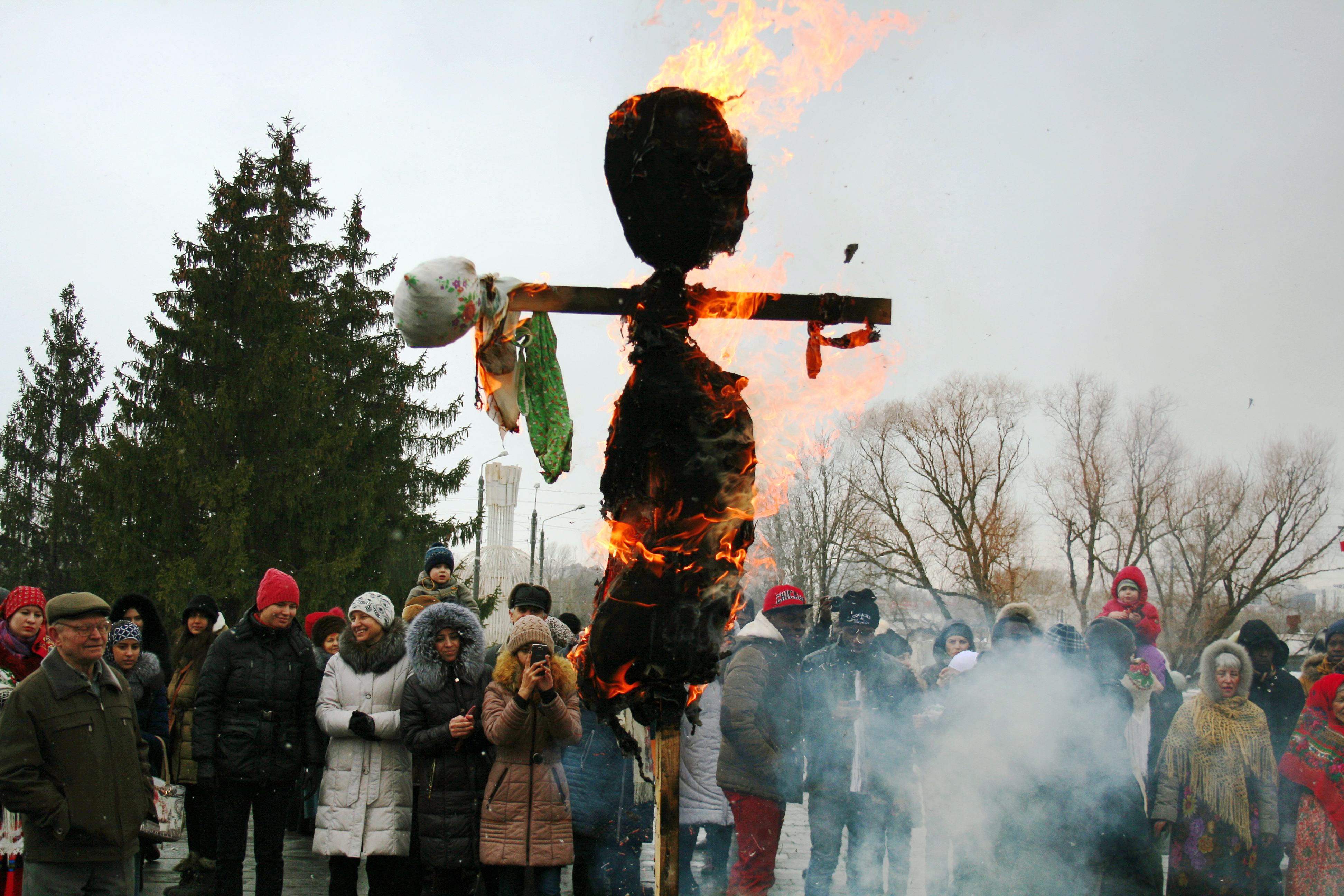
Масленица в Белгороде, 2015 год
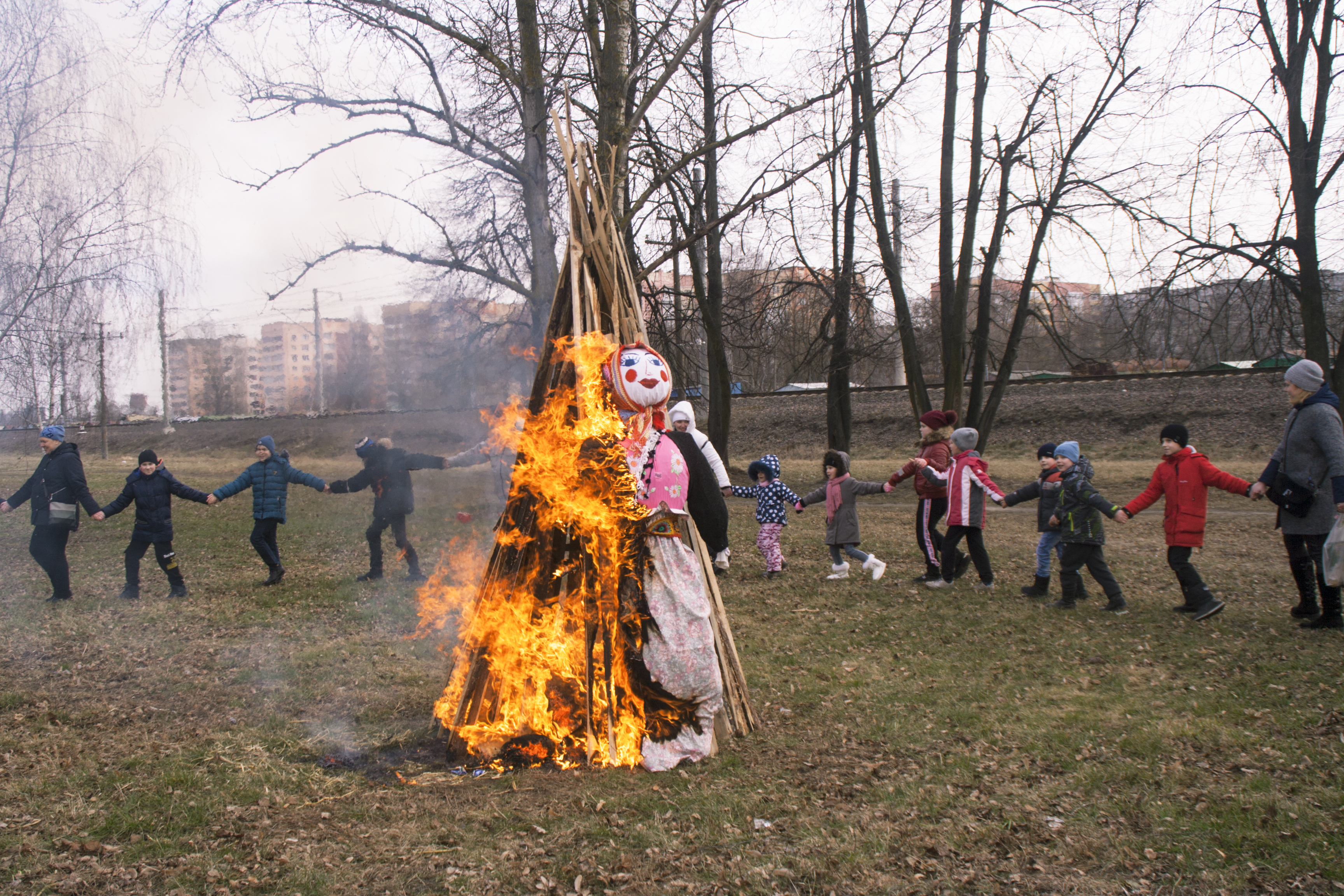
Масленица в Беларуси, 2020 г.
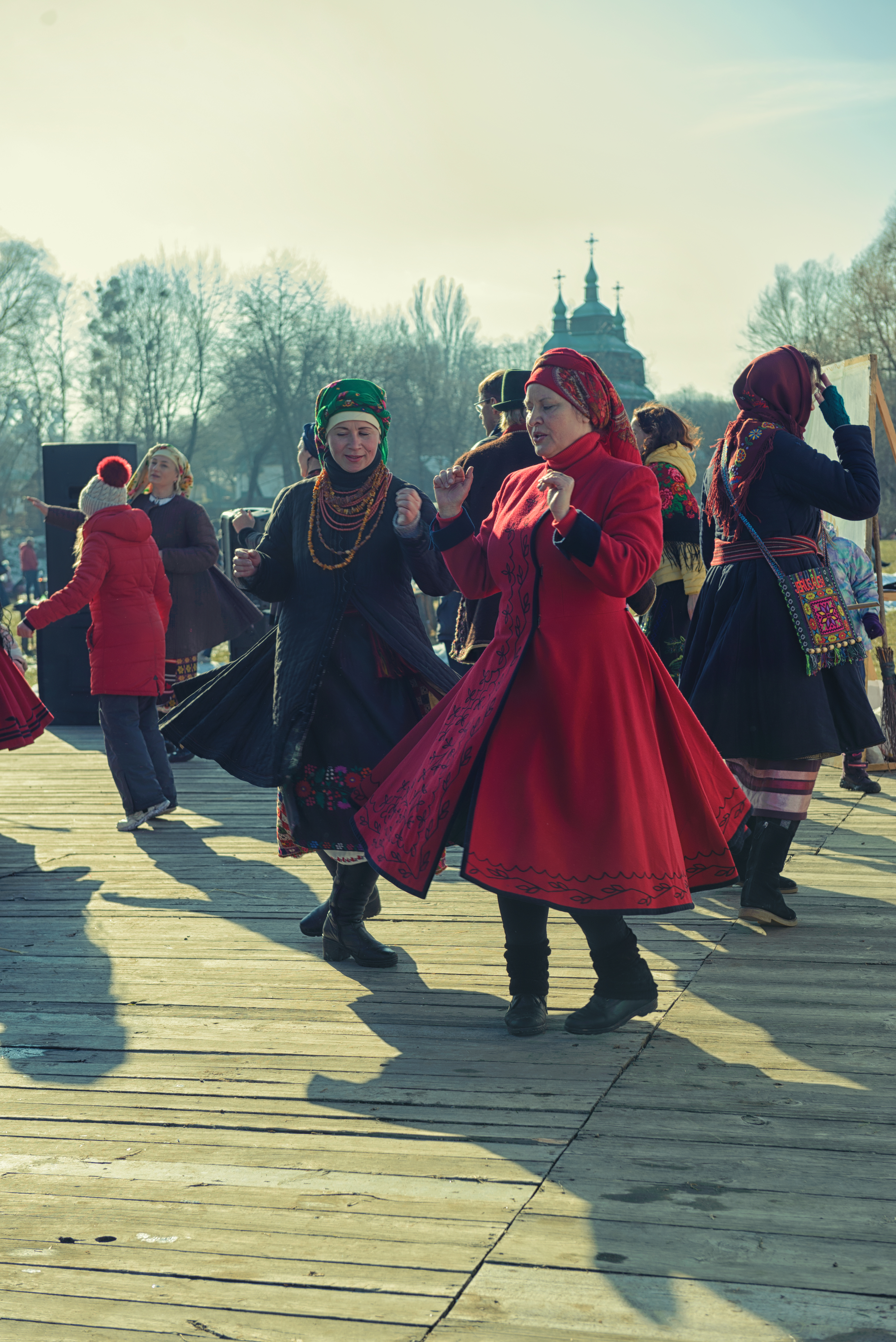
Масленица на Украине, 2021 год

## Поговорки и приметы
- Не всё коту Масленица, будет и Великий пост[99].
- Не по все дни свадьба, не всегда коту Масленица[100].
- Пируй и гуляй баба на Масленице, а про пост вспоминай[101].
- Масленица объедуха, деньгам приберуха[102][103].
- Выпили пиво об Масленице, а с похмелья ломало после Радуницы[101].
- Масленица — семикова племянница[103].

## Масленица в искусстве
- «Не всё коту масленица» — пьеса Александра Островского (1871 год)
- «Ишь ты, Масленица!» — рисованный мультфильм режиссёра Роберта Саакянца (1985 год)
- «Сибирский цирюльник» — художественный фильм режиссёра Никиты Михалкова (1998 год). Эпизод празднования Масленицы в России 1885 года
- «Февраль. Масленица» — «Времена года» — фортепианный цикл П. И. Чайковского
- «Проводы Масленицы» — сцена из оперы Н. А. Римского-Корсакова «Снегурочка»
- Народные гулянья на Масленой — картина из балета И. Ф. Стравинского «Петрушка»
- «Масленица» — картина Бориса Кустодиева (1916 год)
- «Взятие снежного городка» — картина Василия Сурикова (1891 год)